# 史景贤
史景賢 （1921年2月3日—2009年9月16日，OAR），聖名尼各老；中國河南天主教歸德教區（即天主教商丘教區）主教，也是該教區首名華人主教；他與梵蒂岡有共融關係，因而獲得梵蒂岡批准及中國認可的主教。

## 生平
史景賢於1921年2月3日在中國河南省商丘市柘城縣起台鎮史劉樓村出生，後來進入重整奥思定會辦學的修院；1940年1月16日始發初願，及後到安徽在耶穌會辦學的蕪湖神哲學院攻讀神哲學。

### 晉鐸
史景賢於1948年6月29日在徐州晉鐸；惟晉鐸後不久，史景賢因西班牙籍的重整奧斯定會主教及神父被驅逐出境而被委任為代理主教；其後國籍會士亦被迫解散而無法進行善牧工作，因而在醫院當眼科醫生。
1958年，史景賢逮捕並送至一家窯磚廠接受勞動改造；三年後因工作表現而被派到一間診所。文化大革命期間也被判入獄兩年。出獄雖然可以回家照顧其母，但史景賢也被村領導及村民侮辱。
史景賢於1979年獲得平反，並在柘城縣的一所中學擔任英語教師至1986年退休。退休後的史景賢回到教區服務，並設法跟海外的重整思定會聯絡。

### 擢升主教
史景賢於1991年經梵蒂岡岡駐香港的代辦機構授意後，由天主教西安教區李篤安秘密祝聖為天主教商丘教區的正權主教，也是該教區首任由華人擔任主教；也因他不接受中國天主教會的自治、自養、自傳方針而不加入中國天主教愛國會。1996年12月8日，主持祝圣同会会士王殿铎为曹州教区主教。1999年5月13日，史景賢獲得教廷同意下在商丘市主教座堂公開就職，並宣讀聲明加入中國天主教主教團。

### 病逝
史景賢於2009年9月19日晚上8時20分在河南省商丘市商丘第一醫院病逝，享年88歲；其殯葬彌撒於2009年9月22日在商丘耶穌聖心主教座堂舉行；隨後在商丘市內遊行約一公里後進行火葬。

## 外部連結
- 谨口慎言的圣者——史景贤主教（页面存档备份，存于） （简体中文）